# 比利亚蒙坦德拉瓦尔杜埃尔纳
比利亚蒙坦德拉瓦尔杜埃尔纳，是西班牙卡斯蒂利亚-莱昂莱昂省的一个市镇。 总面积55平方公里，总人口1064人（001年），人口密度19人/平方公里。